# Margareta Fahlén
Margareta Fahlén (8 de junio de 1918 - 28 de octubre de 1978) fue una actriz teatral y cinematográfica de nacionalidad sueca.

## Biografía
Nacida en Sollefteå, Suecia, Fahlén creció en Uppsala. Finalizados sus estudios, trabajó en inspección bancaria en Estocolmo a la vez que acudía a clases de actuación de Calle Flygare. Su debut en escena tuvo lugar en el Hon Scalateatern, y en 1941 apareció en la publicación Vecko-Journalen, en su serie En vacker flicka denna vecka (chica hermosa de la semana). Su primera actuación en el cine llegó en 1943 en la cinta dirigida por Ivar Johansson Ungt blod, haciendo varias otras actuaciones antes de entrar en 1944 en la escuela teatral del Dramaten. Se graduó en 1947, y después consiguió su oportunidad al interpretar a Kristina en la pieza de August Strindberg Påsk. Posteriormente Gustaf Edgren le dio el papel de Helga en el film Tösen från Stormyrtorpet (1947). Su breve e intensa carrera en el cine llegó a los años 1950, destacando su trabajo en las películas Kvinna i vitt (1949) y Starkare än lagen (1951).
El 31 de mayo de 1955 se casó con el actor danés Poul Reichhardt en la iglesia sueca de Copenhague, mudándose a Dinamarca. Tras su matrimonio, Fahlén trabajó esporádicamente como actriz. En 1956 regresó temporalmente a Suecia para hacer una gira con el Riksteatern, haciendo una actuación especial en 1957 en Trondheim. Se separó de Reichhardt en 1963, trabajando después como secretaria médica.
Margareta Fahlén falleció en Suecia en 1978.

## Teatro
- 1945 : Av hjärtans lust, de Karl Ragnar Gierow, escenografía de Rune Carlsten, Teatro Dramaten
- 1948 : En vildfågel, de Jean Anouilh, escenografía de Rune Carlsten, Teatro Dramaten
- 1951 : Diamanten, de Friedrich Hebbel, escenografía de Rune Carlsten, Teatro Dramaten

## Filmografía
- 1943 : Ungt blod
- 1943 : Jag dräpte
- 1943 : Hon trodde det var han
- 1943 : Anna Lans
- 1944 : Örnungar
- 1944 : Narkos
- 1944 : Kärlekslivets offer
- 1944 : Skeppar Jansson
- 1945 : Svarta rosor
- 1946 : Eviga länkar
- 1946 : Iris och löjtnantshjärta
- 1947 : Brott i sol
- 1947 : Tösen från Stormyrtorpet
- 1948 : En svensk tiger
- 1948 : Kvinnan gör mig galen
- 1949 : Vi flyger på Rio
- 1949 : Kvinna i vitt
- 1950 : Regementets ros
- 1950 : Hjärter knekt
- 1951 : Starkare än lagen
- 1951 : Min vän Oscar
- 1952 : För min heta ungdoms skull
- 1953 : Kungen av Dalarna
- 1953 : Foreign Intrigue (serie de TV)
- 1956 : Kärlek i det blå